# Dusona rugosa
Dusona rugosa là một loài tò vò trong họ Ichneumonidae.